# Relaciones Camboya-Estados Unidos

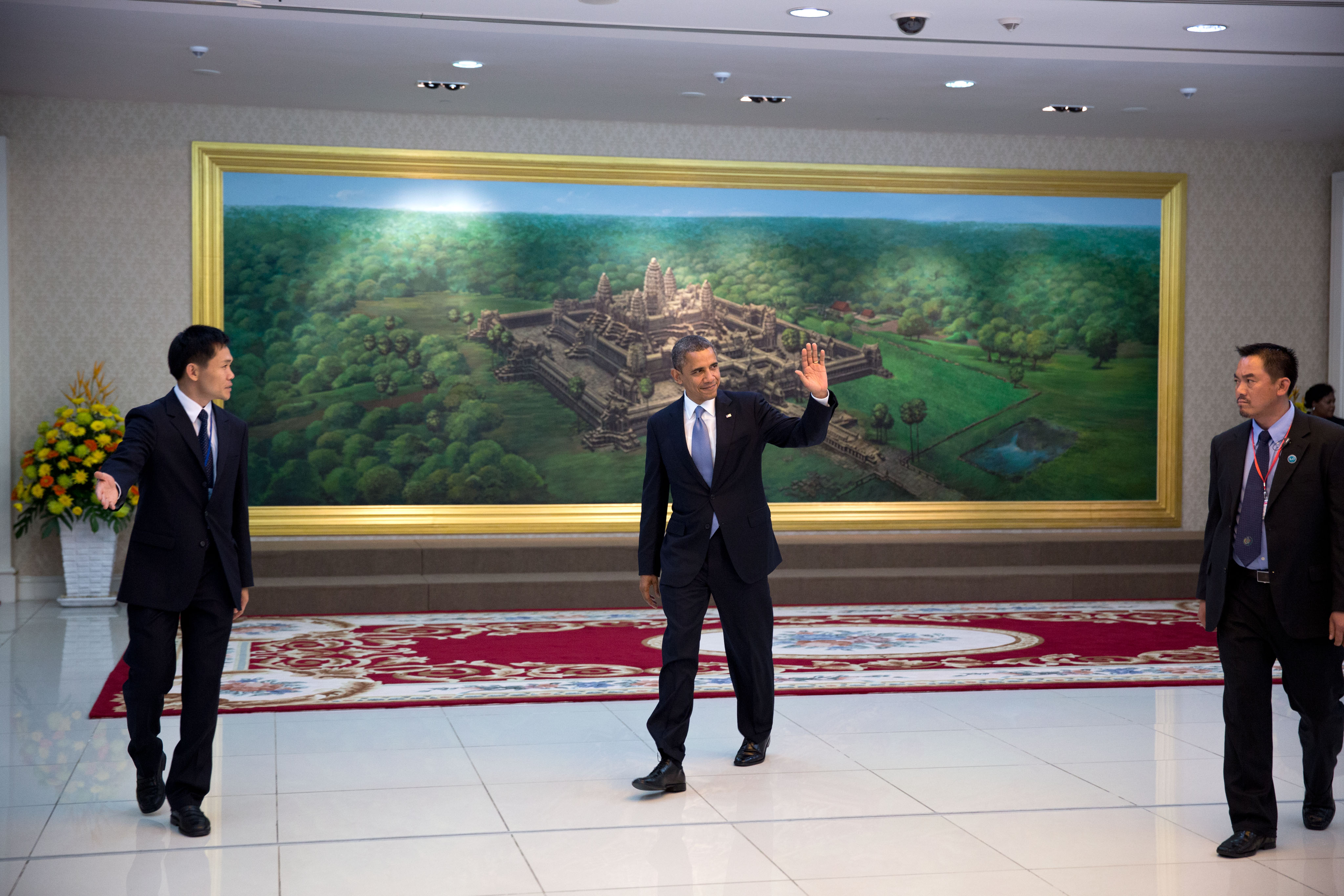
Barack Obama en Camboya.

Las relaciones Camboya-Estados Unidos son las relaciones diplomáticas entre Camboya y Estados Unidos. Las relaciones bilaterales entre los Estados Unidos y el Reino de Camboya, mientras se tensaron durante la Guerra Fría, se han fortalecido considerablemente en los tiempos modernos. Los Estados Unidos apoyan los esfuerzos en Camboya para combatir el terrorismo, crear instituciones democráticas, promover los derechos humanos, fomentar el desarrollo económico, eliminar la corrupción, lograr la mayor contabilidad posible para los estadounidenses desaparecidos de la Guerra de Vietnam / Guerra de los Estados Unidos -era, y llevar ante la justicia a los principales responsables de violaciones graves del derecho internacional humanitario cometidas bajo el régimen de Khmer Rouge.
Según una encuesta de 2011 de Gallup, el 68% de los camboyanos aprobó el desempeño laboral de los Estados Unidos bajo la Administración de Obama, con un 7% de desaprobación, la opinión más favorable para cualquier nación encuestada de Asia-Pacífico. En una encuesta de Gallup de 2012, el 62% de los camboyanos aprobó el liderazgo de los Estados Unidos, con un 8% de desaprobación. La visita del presidente Barack Obama a Phnom Penh en 2012 hizo historia como la primera visita presidencial de los Estados Unidos a Camboya.

## Historia

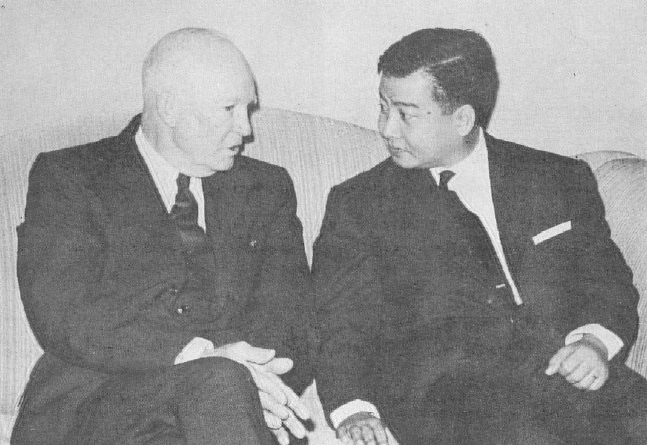
El presidente Dwight D. Eisenhower y el príncipe Norodom Sihanouk en 1959.

Entre 1955 y 1963, los Estados Unidos proporcionaron $ 409.6 millones en ayuda económica y $ 83.7 millones en asistencia militar. Esta ayuda se usó principalmente para reparar los daños causados por la Guerra de Indochina, para apoyar a las fuerzas de seguridad internas, y para la construcción de una carretera para todo clima al puerto marítimo de Sihanoukville, que le dio a Camboya su primer acceso directo al mar y el acceso al interior del sudoeste. Las relaciones se deterioraron a principios de los años sesenta. Camboya rompió las relaciones diplomáticas en mayo de 1965, pero se restableció el 2 de julio de 1969. Las relaciones de los Estados Unidos continuaron después del establecimiento de la República Khmer hasta la Operación Eagle Pull el 12 de abril de 1975.
Durante la guerra de 1970–75, los Estados Unidos proporcionaron $ 1.18 mil millones en asistencia militar a las fuerzas gubernamentales en su lucha contra los jemeres rojos, así como $ 503 millones en asistencia económica. Los Estados Unidos condenaron el carácter brutal del régimen de los jemeres rojos entre 1975 y 1979. Sin embargo, el hecho de que este régimen fue derrocado en la Guerra Camboyana-Vietnamita por Vietnam, que Estados Unidos consideraba como una potencia hostil, condujo a la condena estadounidense de la invasión vietnamita. Los Estados Unidos reconocieron al Gobierno de la Coalición de Kampuchea Democrática (que incluía al Khmer Rouge) como el gobierno legítimo de Camboya. Ben Kiernan afirmó que los EE. UU. ofrecieron apoyo material a los Jemeres Rojos después de la invasión vietnamita. Otras fuentes han disputado estas afirmaciones, y describió la extensa lucha entre las fuerzas respaldadas por Estados Unidos del Frente de Liberación Nacional Popular de los Khmer y el Khmer Rouge.
Al mismo tiempo que estos esfuerzos, Estados Unidos apoyó los esfuerzos de ASEAN en la década de 1980 para lograr una solución política del problema camboyano que incluiría a los jemeres rojos en el gobierno. Esto se logró el 23 de octubre de 1991, cuando la [[Conferencia de París [Acuerdos de Paz de París de 1991]] se volvió a reunir para firmar un acuerdo global.
La Misión de los Estados Unidos en Phnom Penh se inauguró el 13 de mayo de 1994, encabezada por el diplomático de carrera Charles H. Twining, Jr., quien fue designado Representante Especial de los Estados Unidos en el SNC. El 3 de enero de 1992, los Estados Unidos levantaron su embargo contra Camboya, normalizando así las relaciones económicas con el país. Los Estados Unidos también pusieron fin a la oposición general a los préstamos a Camboya por parte de instituciones financieras internacionales. Cuando se formó el Gobierno Real de Camboya, libremente elegido, el 24 de septiembre de 1993, los Estados Unidos y el Reino de Camboya establecieron de inmediato relaciones diplomáticas plenas. La Misión de los Estados Unidos se actualizó a una embajada de los Estados Unidos y, en mayo de 1994, el Sr. Twining se convirtió en el embajador de los Estados Unidos. Después de los enfrentamientos entre facciones en 1997 y las maquinaciones legales de Hunen para deponer al Primer Ministro Ranariddh, los Estados Unidos suspendieron la asistencia bilateral al Gobierno de Camboya. Al mismo tiempo, muchos ciudadanos estadounidenses y otros expatriados fueron evacuados de Camboya y, en las semanas y meses subsiguientes, más de 40.000 refugiados camboyanos huyeron a Tailandia. Los eventos de 1997 también dejaron una larga lista de abusos contra los derechos humanos no investigados, incluyendo docenas de ejecuciones extrajudiciales. Desde 1997 hasta hace poco, la asistencia de los Estados Unidos al pueblo camboyano se ha proporcionado principalmente a través de organizaciones no gubernamentales, que florecen en Camboya.

## Galería

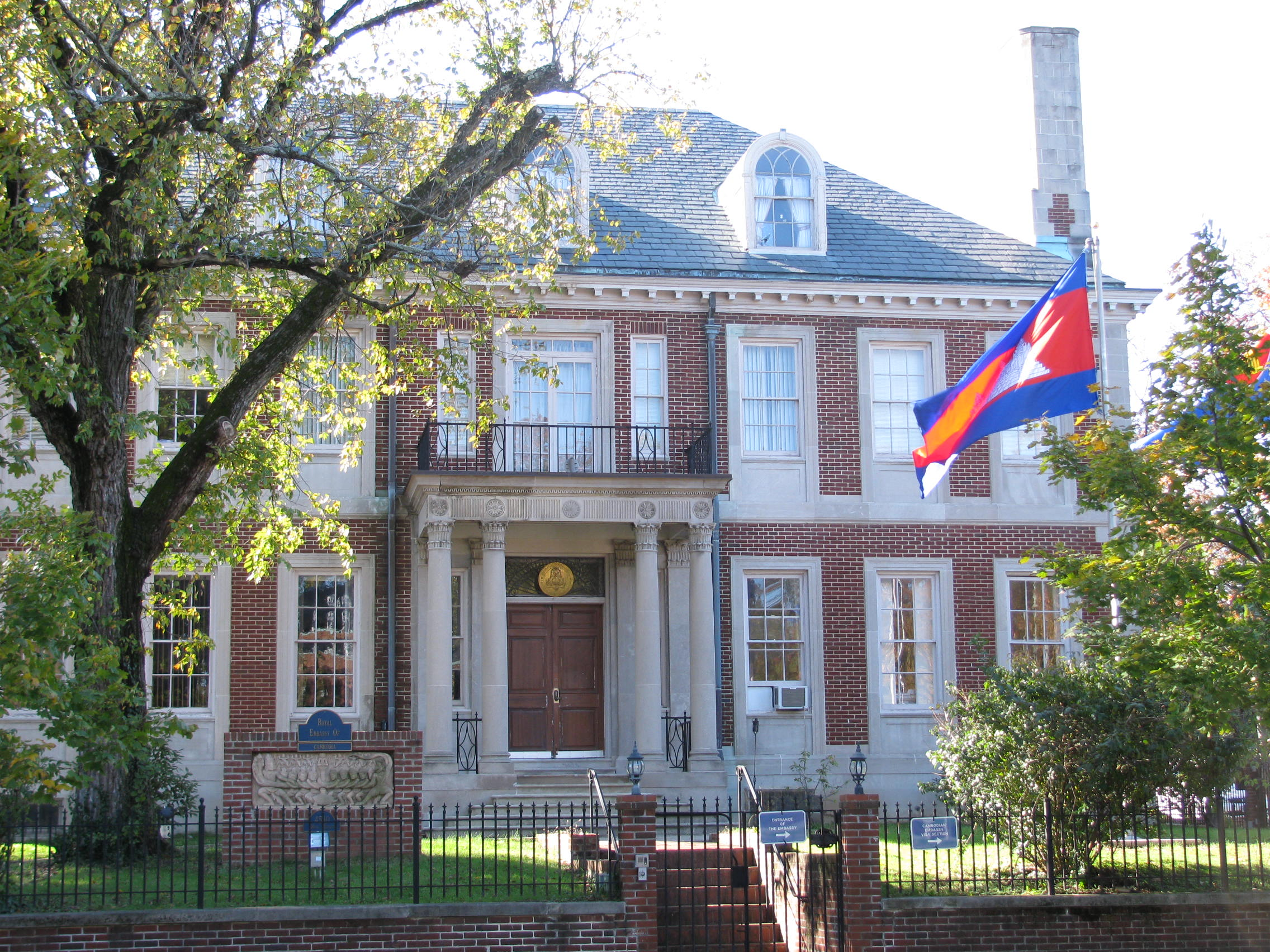
Embajada de Camboya en Washington.
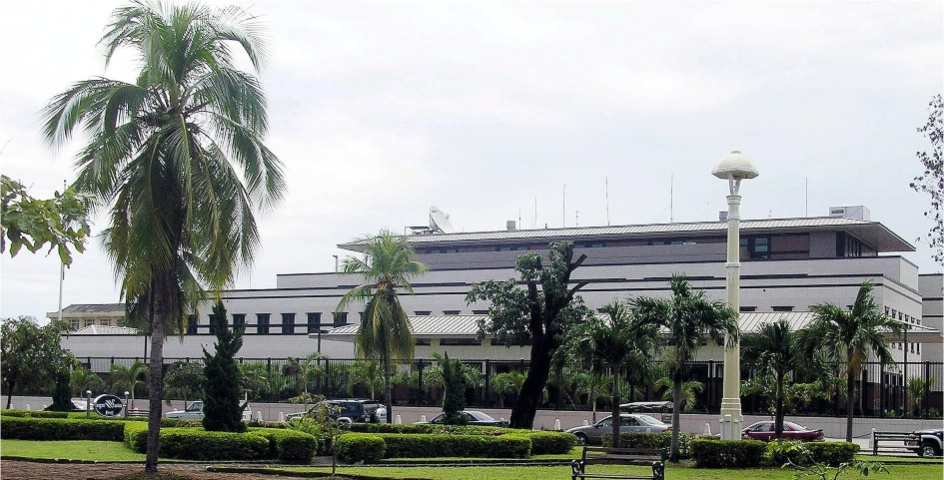
La embajada de Estados Unidos en Phnom Penh.
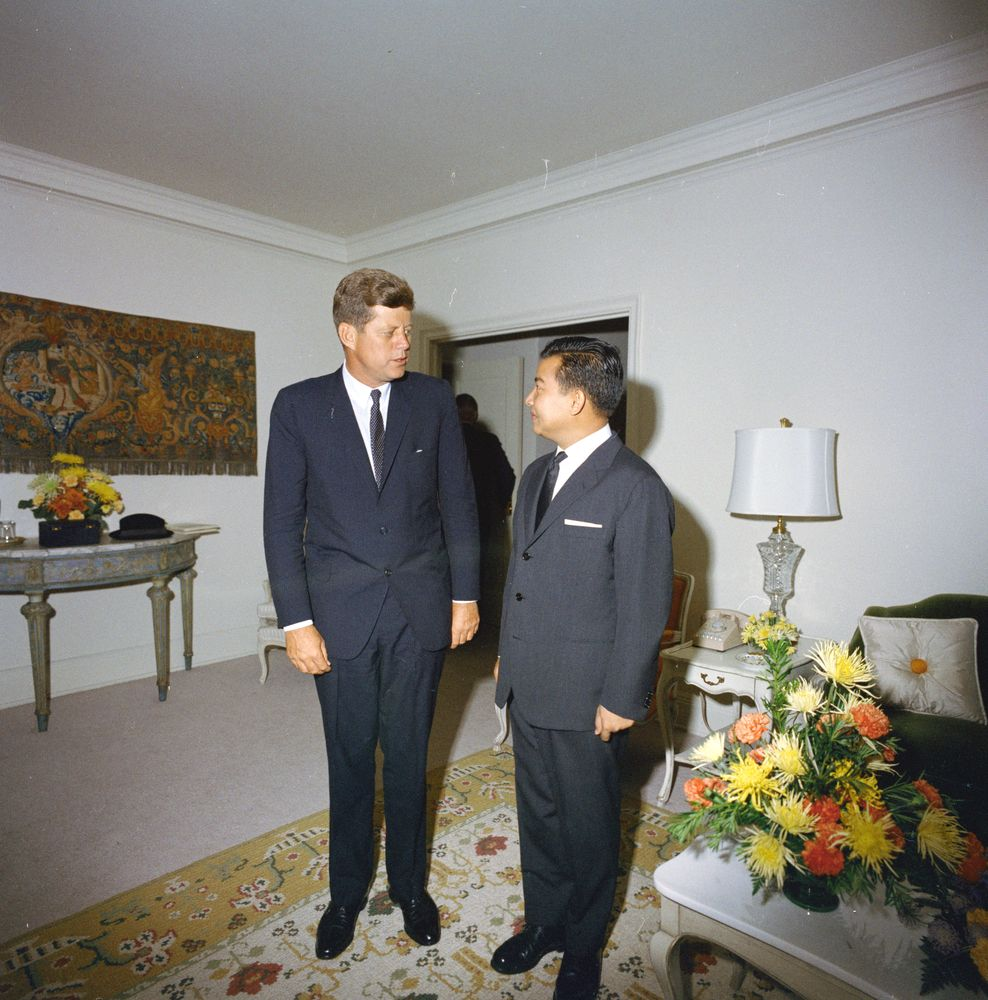
El presidente John F. Kennedy con el príncipe Norodom Sihanouk en Nueva York en septiembre de 1961.
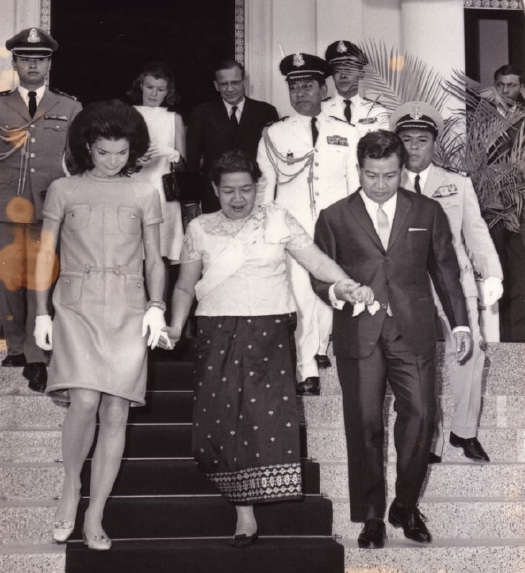
La ex primera dama  Jacqueline Kennedy con la reina Sisowath Kossamak y el príncipe Norodom Sihanouk en 1967.
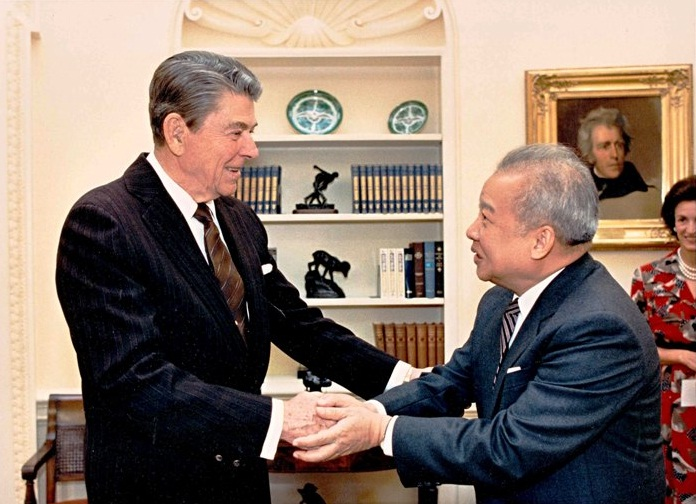
El príncipe Norodom Sihanouk y el presidente Ronald Reagan en 1988.
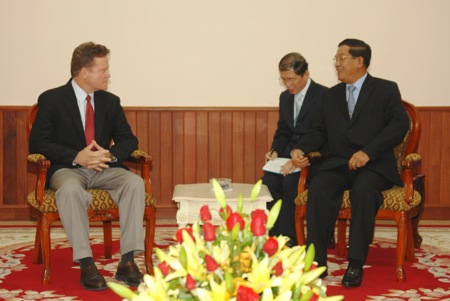
El senador de Virginia Jim Webb se reunió con el primer ministro Hun Sen el 19 de agosto de 2009 en Phnom Penh.
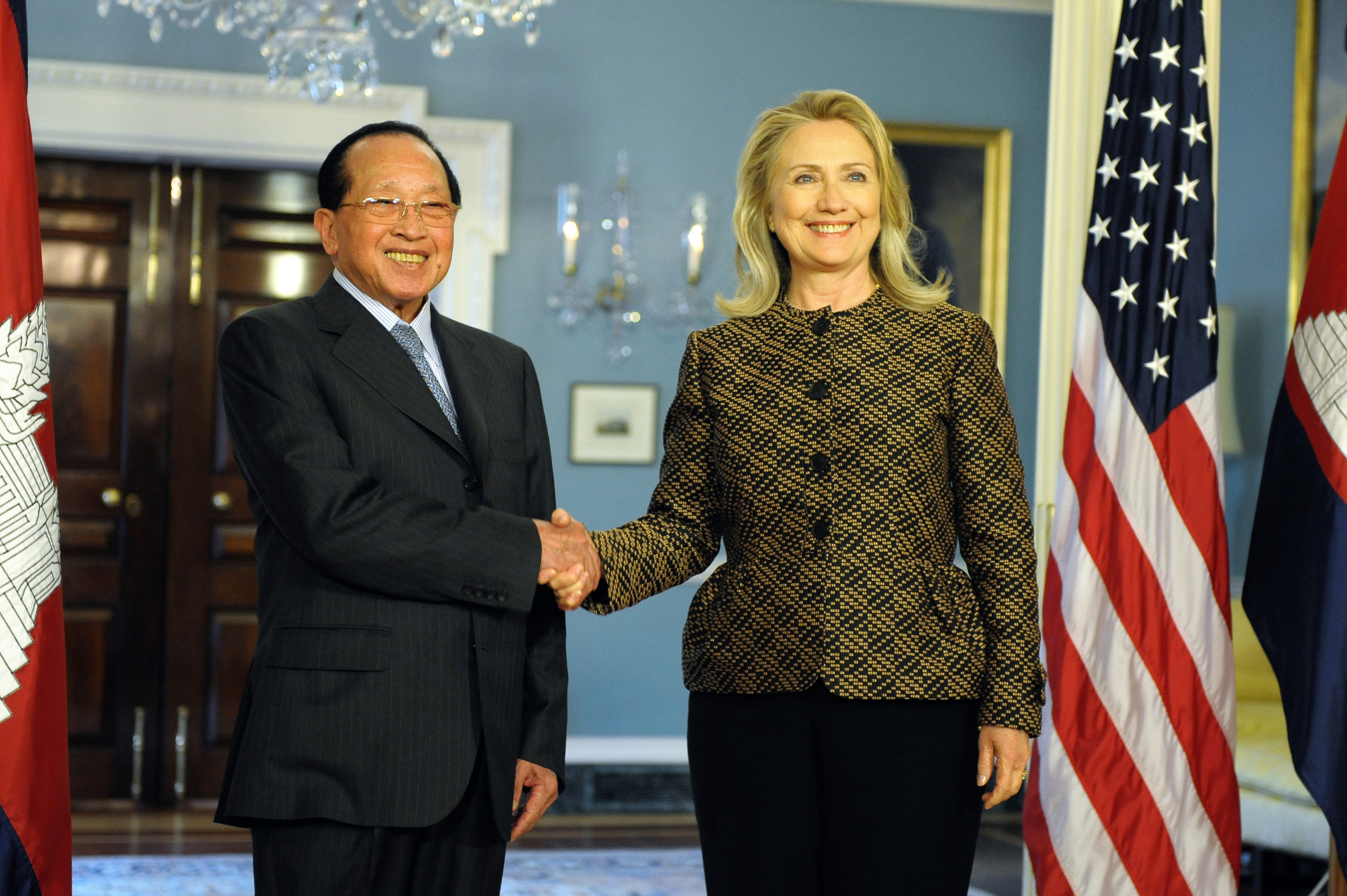
La Secretaria de Estado Hillary Clinton con el Ministro de Relaciones Exteriores Hor Namhong en el Departamento de Estado, Washington, D.C.
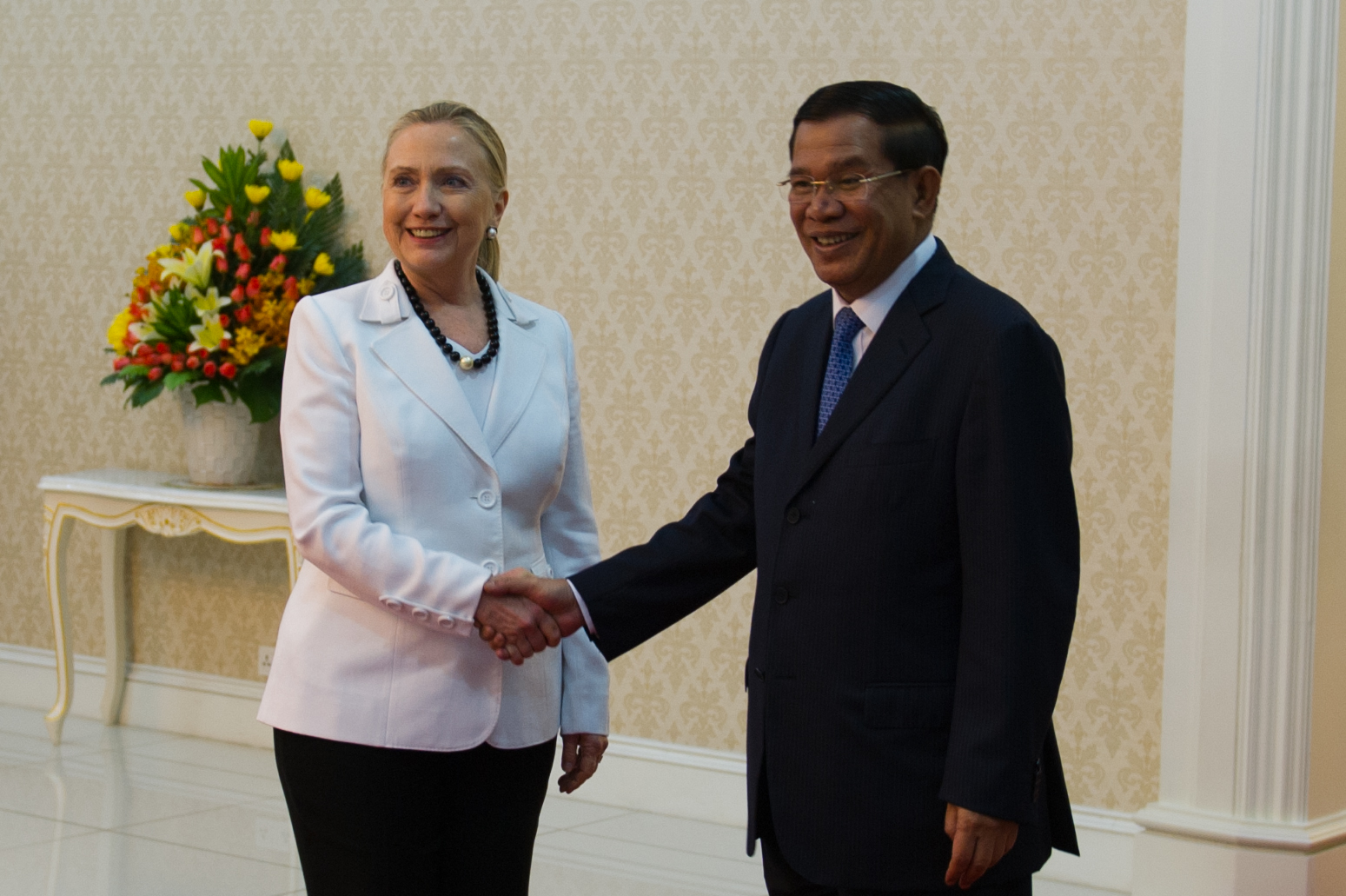
El primer ministro Hun Sen da la mano a la secretaria de Estado Hillary Clinton antes de su reunión en Phnom Penh; 11 de julio de 2012.
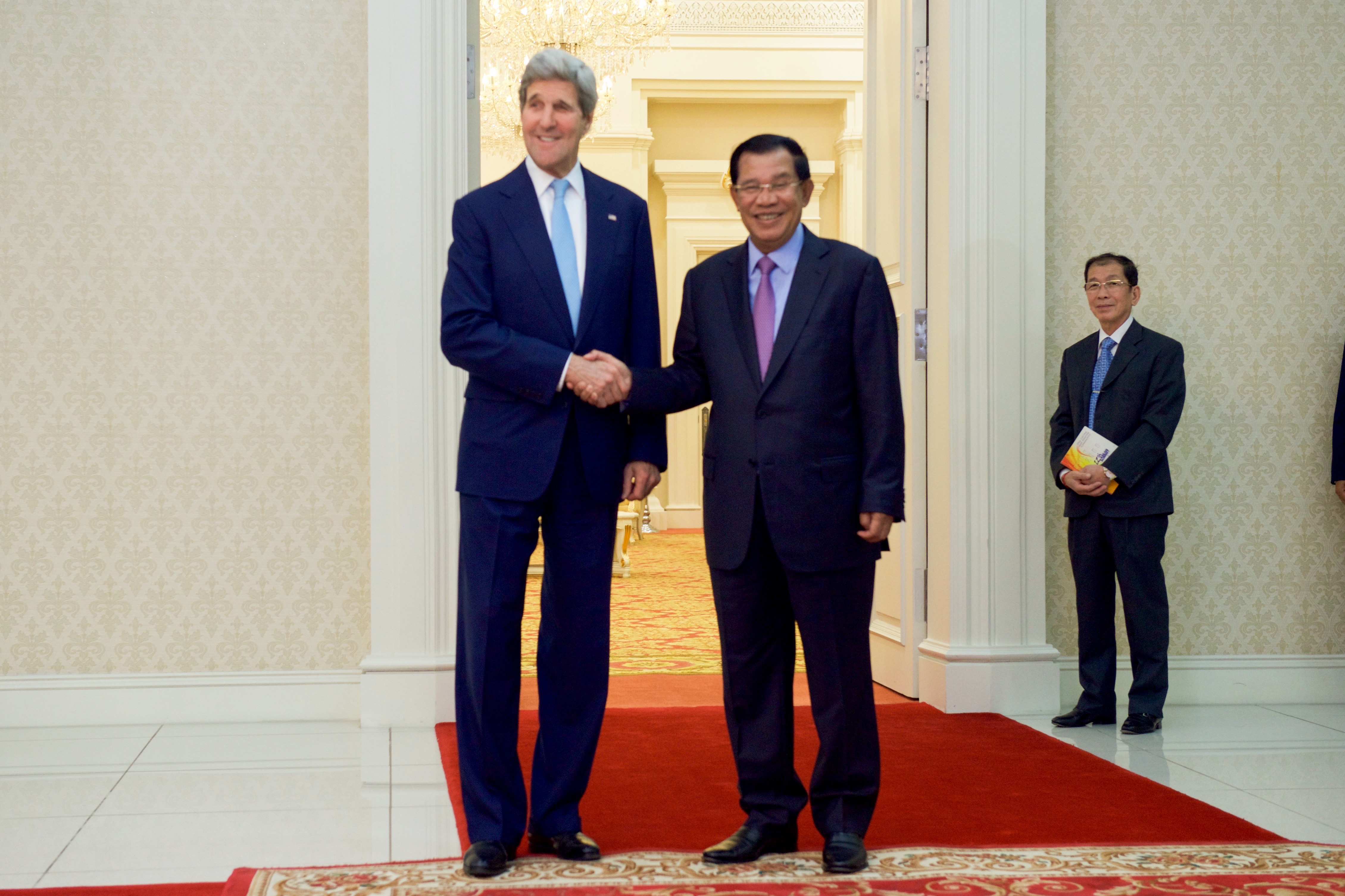
Secretario de Estado John Kerry con el Primer Ministro Hun Sen el 26 de enero de 2016.
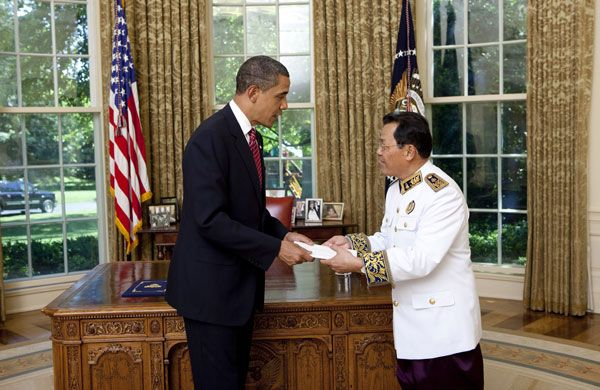
Ambassador Hem Heng presents credentials to President Barack Obama at the White House on May 20, 2009.
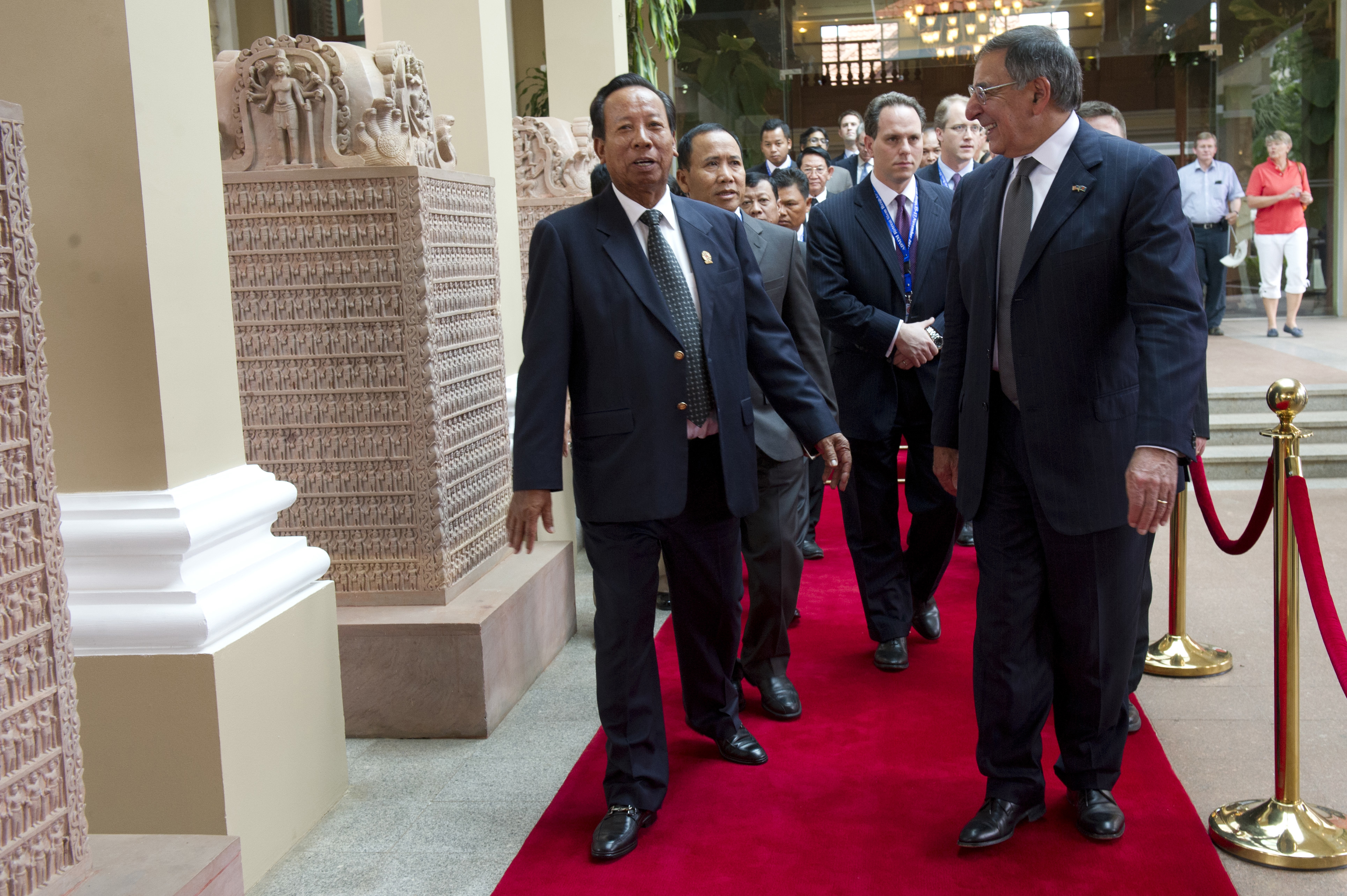
El Secretario de Defensa Leon E. Panetta camina con el Ministro de Defensa Nacional Tea Banh durante una reunión en Siem Reap, Camboya, en 2012.
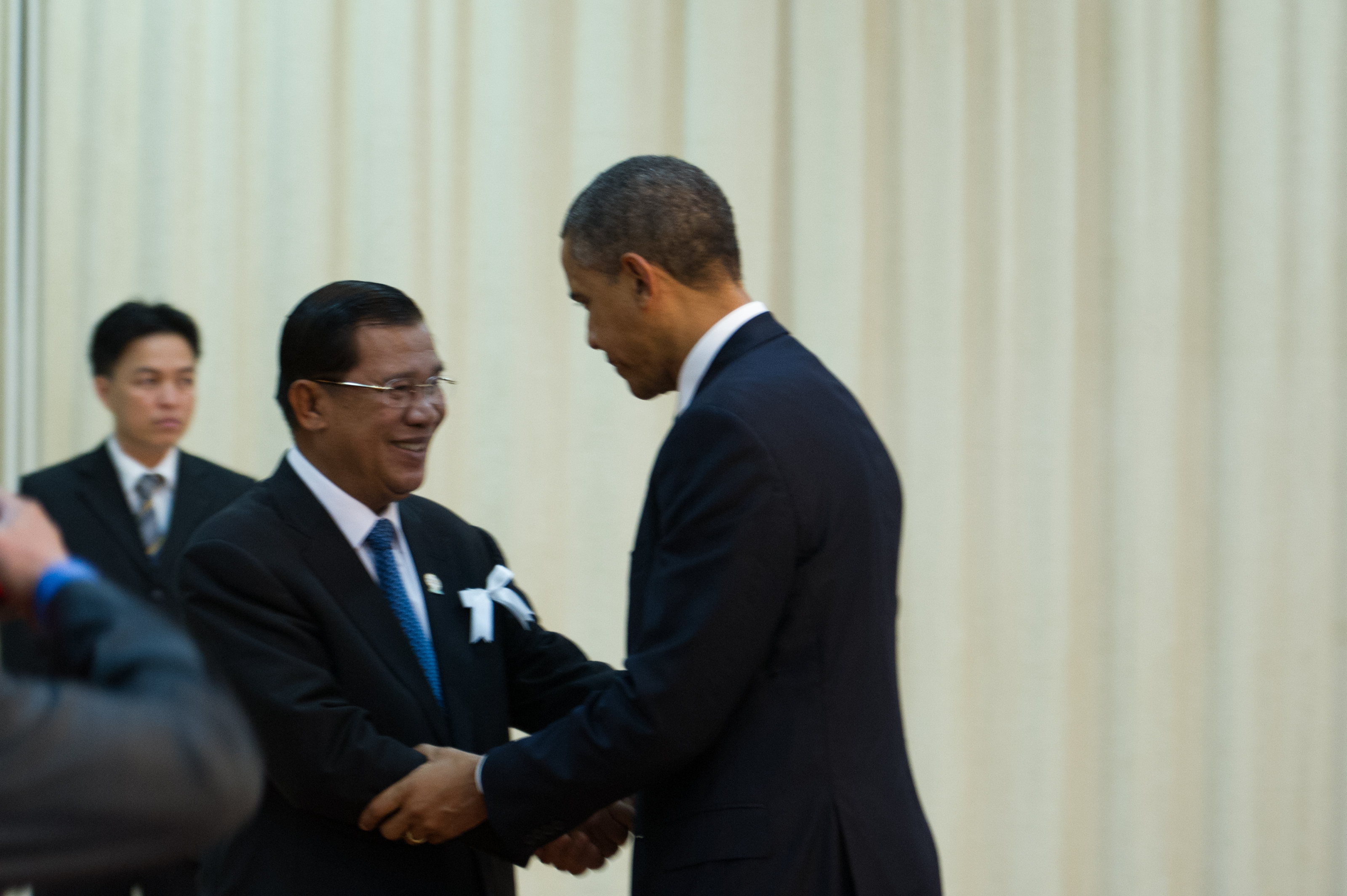
El presidente Barack Obama es recibido por el Primer Ministro Hun Sen en el Palacio de la Paz en Phnom Penh, el 19 de noviembre de 2012.
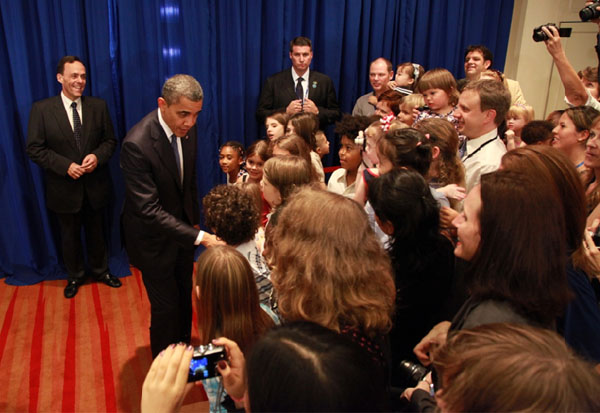
El presidente Barack Obama visita la embajada de los Estados Unidos en Phnom Penh.
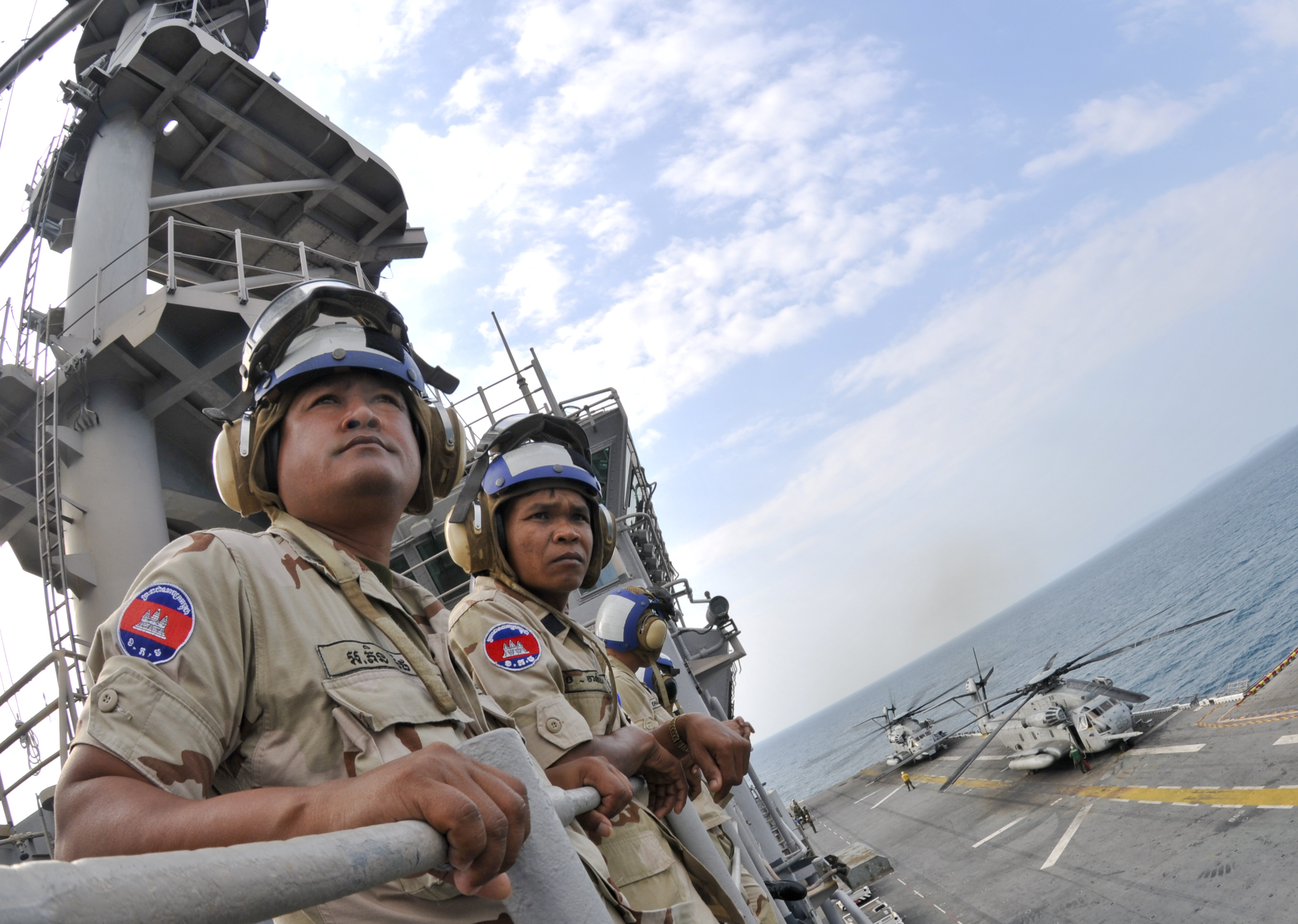
Los oficiales de la Marina Real de Camboya observan los cuarteles de vuelo durante el Ejercicio Marítimo de Camboya-EE. UU. 2011.

## Oficiales principales de los Estados Unidos
- Embajador: William A. Heidt

## Misiones diplomáticas
La embajada de los Estados Unidos se encuentra en Phnom Penh, cerca de Wat Phnom. Es una de las mayores embajadas en Phnom Penh. Se encuentra en el sitio del antiguo  Cercle Sportif  (también conocido como el Club Sportif Khmer) y luego de la captura de Phnom Penh por el Khmer Rouge el 17 de abril de 1975 fue la escena de la ejecución de varios líderes de alto rango de la República Khmer incluyendo Lon Non, Boret Largo y Sisowath Sirik Matak.